# Spongiosperma macrophyllum
Spongiosperma macrophyllum är en oleanderväxtart som först beskrevs av Müll. Arg., och fick sitt nu gällande namn av J.L. Zarucchi. Spongiosperma macrophyllum ingår i släktet Spongiosperma och familjen oleanderväxter. Inga underarter finns listade i Catalogue of Life.